# Burg Kuwana
Die Burg Kuwana (japanisch 桑名城, Kuwana-jō) befindet sich in der Stadt Kuwana, Präfektur Mie, Japan. In der Edo-Zeit residierten dort zuletzt ein Zweig der Hisamatsu-Matsudaira als große Fudai-Daimyō.

## Burgherren in der Edo-Zeit
- Ab 1601 Honda Tadakatsu mit 100.000 Koku.
- Ab 1617 Hisamatsu-Matsudaira mit 110.000 Koku
- Ab 1634 Hisamatsu-Matsudaira mit 110.000 Koku
- Ab 1710 Okudaira mit 100.000 Koku
- Ab 1823 Hisamatsu-Matsudaira mit 110.000 Koku

## Geschichte

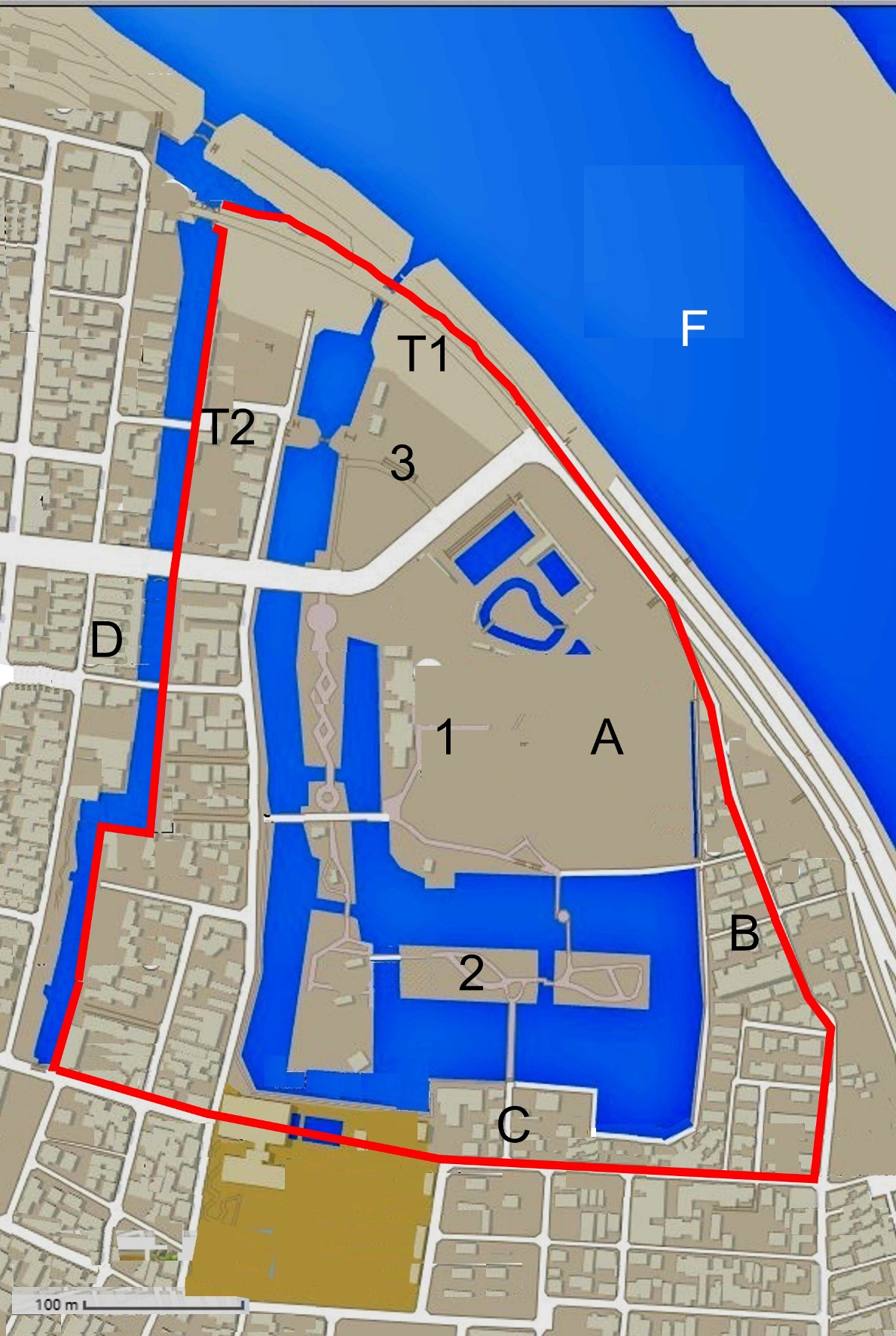
Plan der Burg
1: Hommaru 2:Ni-no-maru 3: Sa-no-maru F: Fluss Ibi. Weitere Angaben im Text

In den Jahren 1592 bis 1594 ließ Hitsuyanagi Naomori (1564–1694) von der Burg Kambe den Burgturm nach hier verlegen. Im Jahr 1601 erhielt Honda Tadakatsu (1548–1610), einer der „Vier Himmelskönige“ unter Tokugawa Ieyasu, die Burg und begann mit deren Ausbau.

## Die Anlage
Die Burg, an der Mündung des Ibi-Flusses (揖斐川, Ibi-gawa) gelegen, nutzte diesen, mit dem parallel dahinter verlaufenden Nagara-Fluss (長良川, Nagara-kawa), als natürlichen Wassergraben. Wie üblich bestand sie aus dem inneren Bereich, dem Hommaru (本丸) mit dem Burgturm, dem sich hier im Norden der zweite Bereich, das Ni-no-maru (二の丸), und im Süden der dritten Bereich, das San-no-maru (三の丸), anschloss. Im Osten, zum Fluss hin, waren die Bereiche A: Uchi-asahi-maru (内朝日丸) und B: Soto-asahi-maru (外朝日丸) vorgelagert, im Westen ein Ausläufer des San-no-maru. Im Süden war das C: Kichi-no-maru (吉の丸) vorgelagert.
Der Burgturm (innen sechsstöckig, von außen gesehen vierstöckig) brannte 1701 ab und wurde nicht wieder errichtet.
Im Süden wurde die Burg durch die beiden Gräben Uchibori (内堀) und Sotobori (外堀) geschützt. Der lange Außengraben im Westen mit dem Namen D: Siebenmeilen -Graben (七里堀, Shichiri-bori) ist weitgehend erhalten. An dessen Nordende befand sich das T2: Mizu-no-ōmon (水の大門), das den direkten Zugang zum Fluss ermöglichte. Ein weiteres Tor am Graben war das T2: Nordhaupttor (北大手門, Kita-ōtemon).
Der zur Zeit der Meiji-Restauration amtierende Fürst Matsudaira Sadaaki (松平 定敬; 1847–1908) gehörte mit seinem Bruder, Matsudaira Katamori, Fürst von Aizu-Wakamatsu, zu den treuesten Anhängern des Shogunats, übergab im Unterschied zu Letzterem seine Burg schließlich kampflos. Die Gebäude wurden abgerissen, die Steine der Burgmauern wurden, ebenso wie die der Burg Kambe, zum Aufbau der Hafenanlagen der Stadt Yokkaichi verwandt.
Heute ist außer einigen, zum Teil breiten Gräben und Mauerreste am San-no-maru kaum etwas von der Burganlage erhalten. Ein Teil ist nun öffentlicher Park.

## Bilder

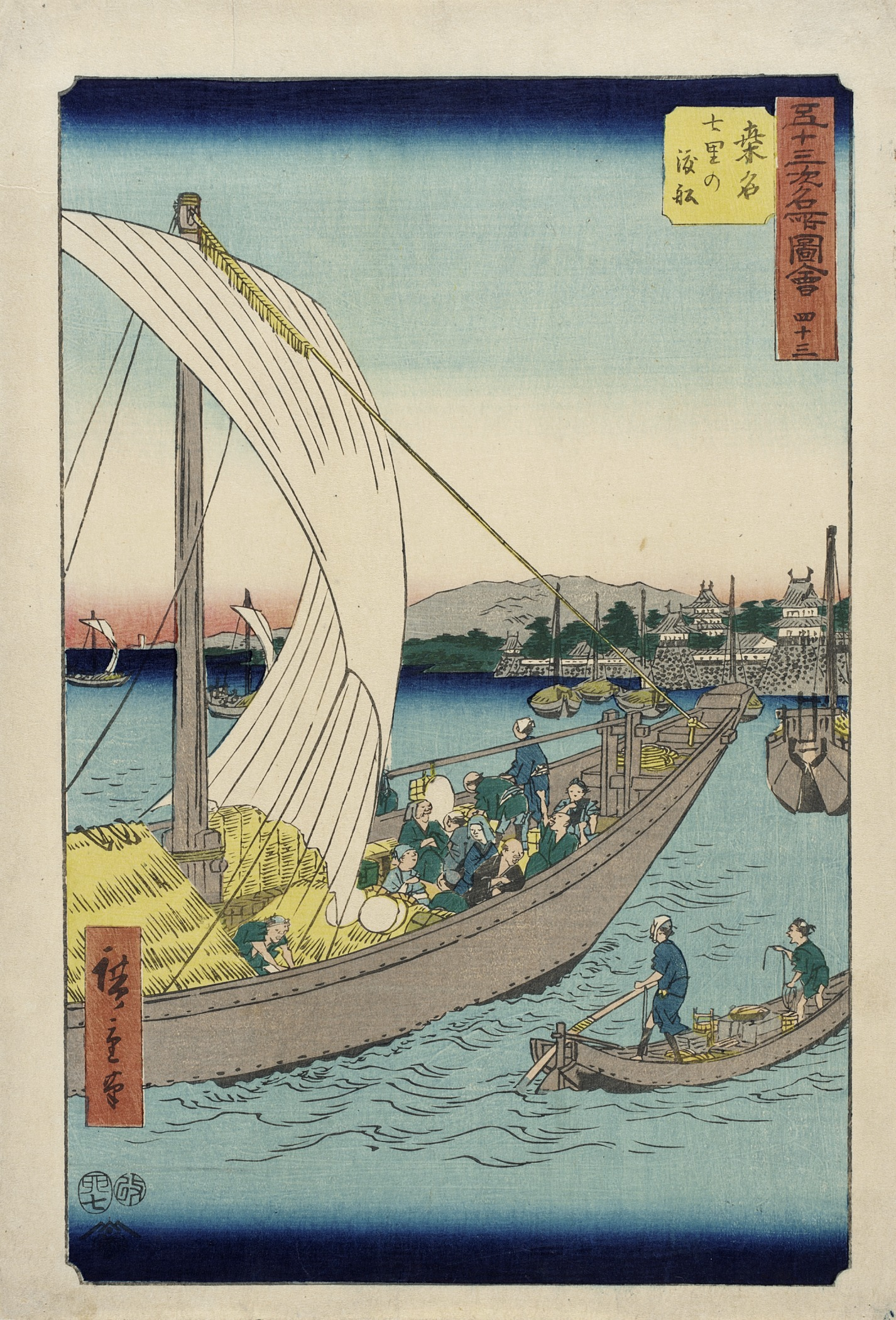
Fähre mit Burg
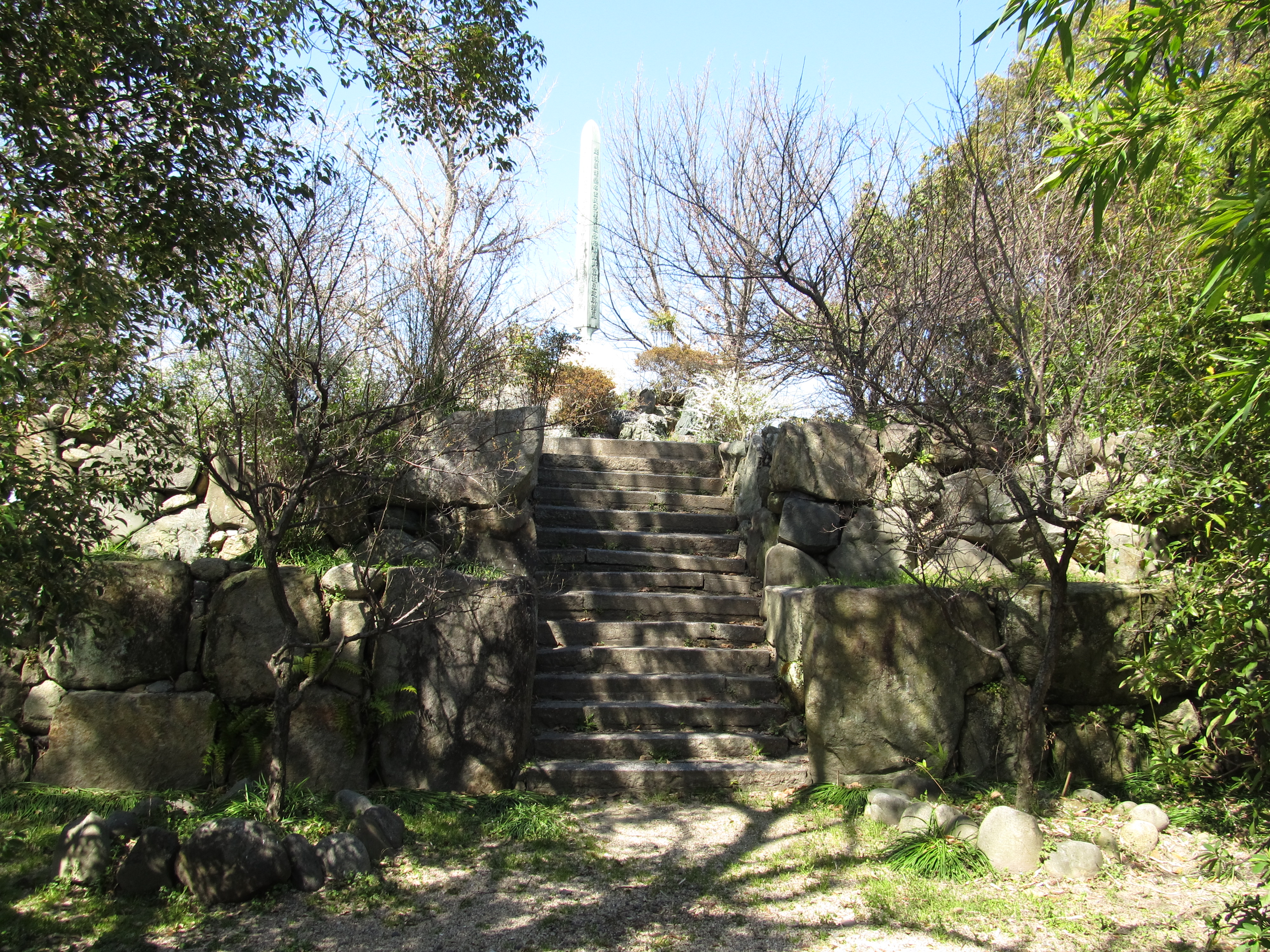
Basis des Burgturms
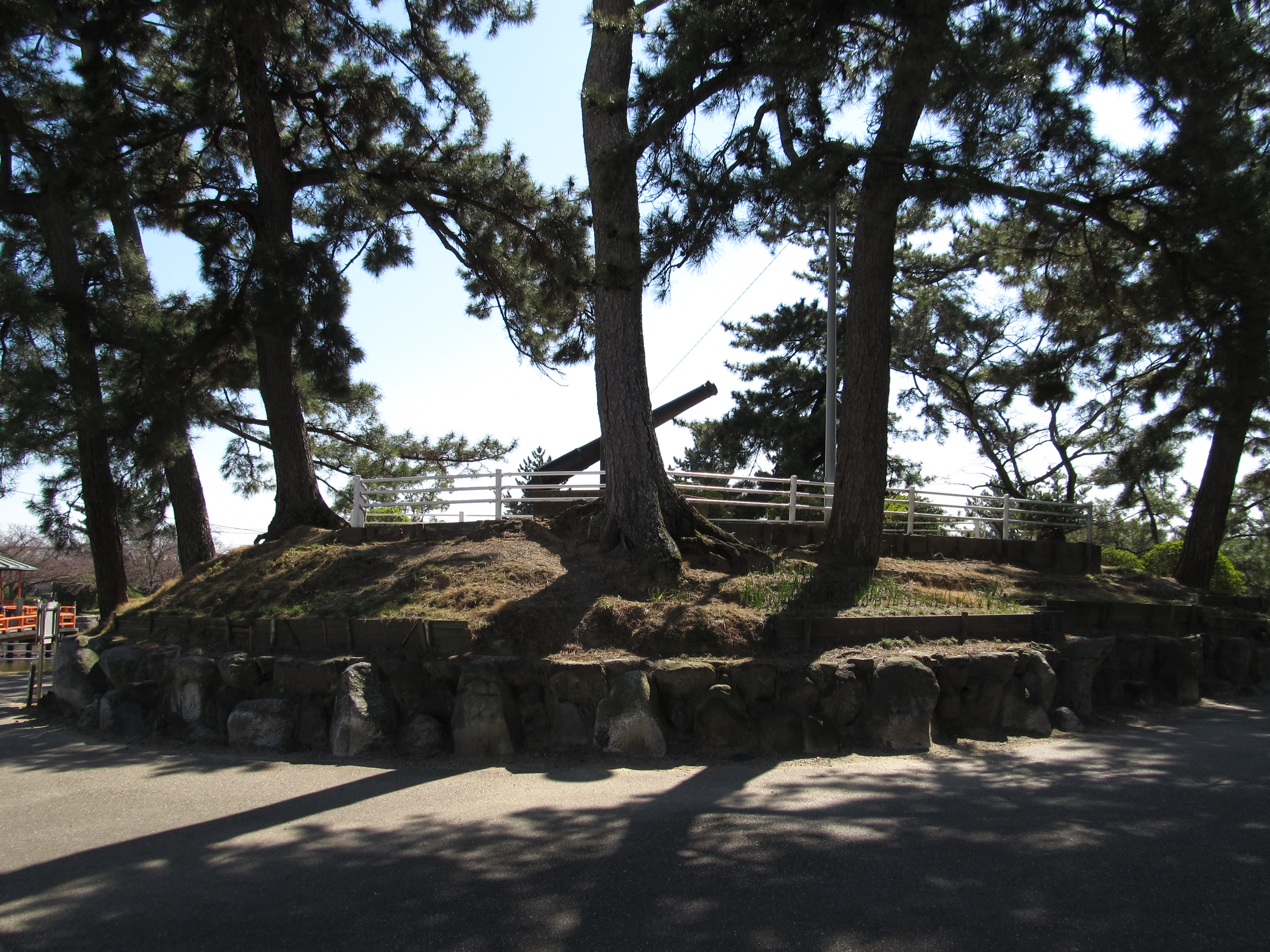
Basis des Tatsumi[A 2] -Wachturms (辰巳櫓, Tatsumi-yagura)
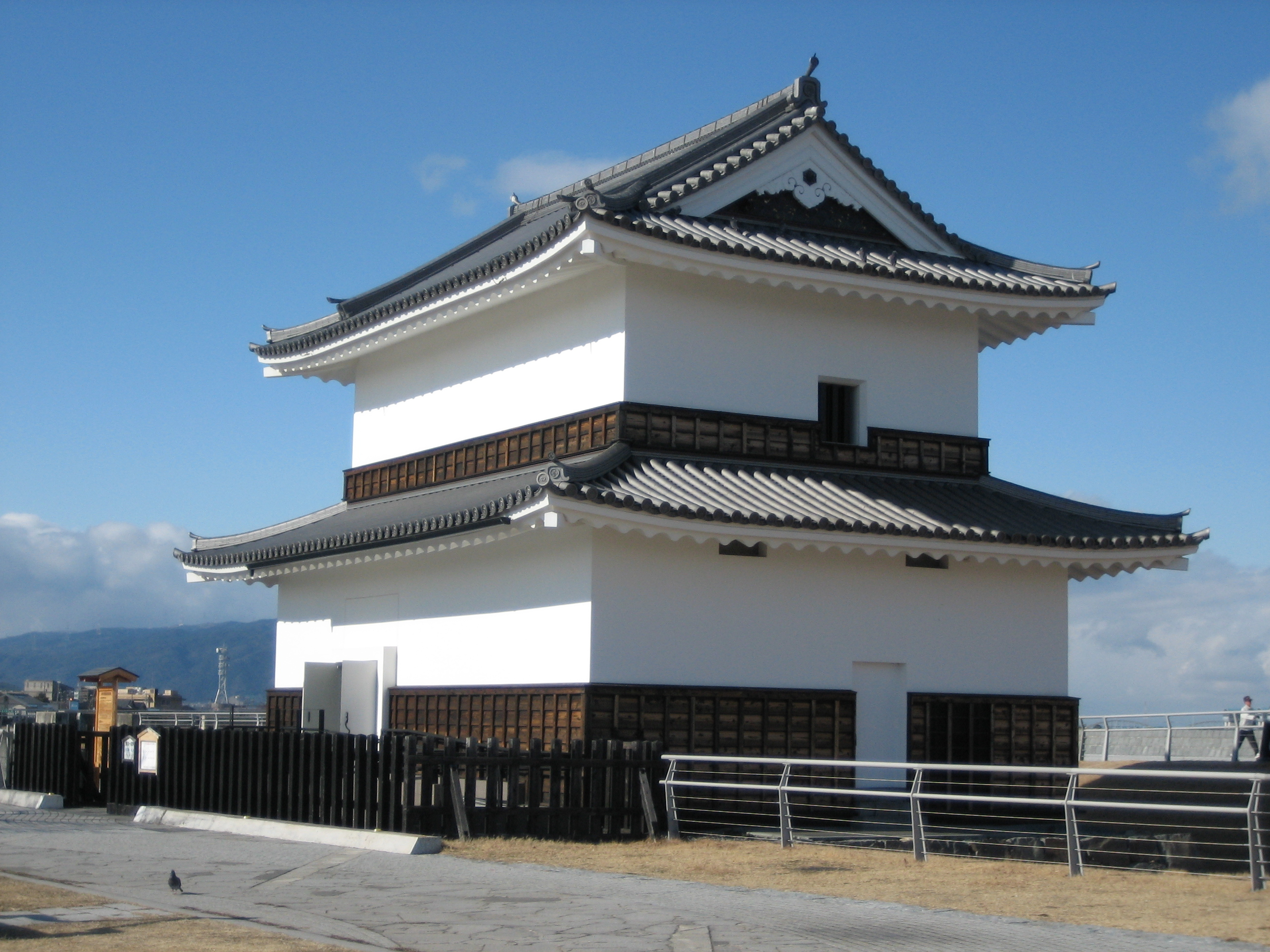
Ryūban-Wachturm (龍蟠櫓, Ryūban-yagura)[A 3]
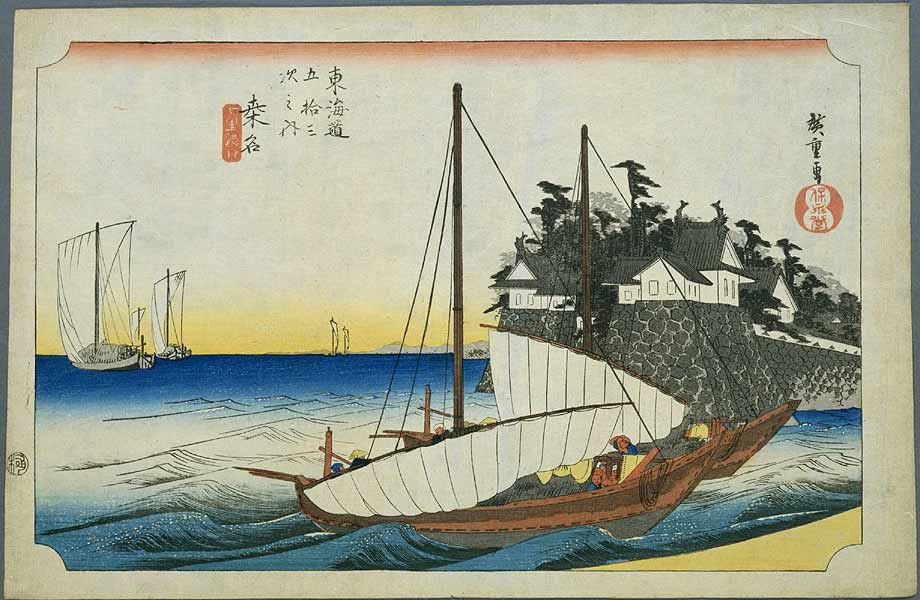
Fähre mit Burg